# Jardar Lunde

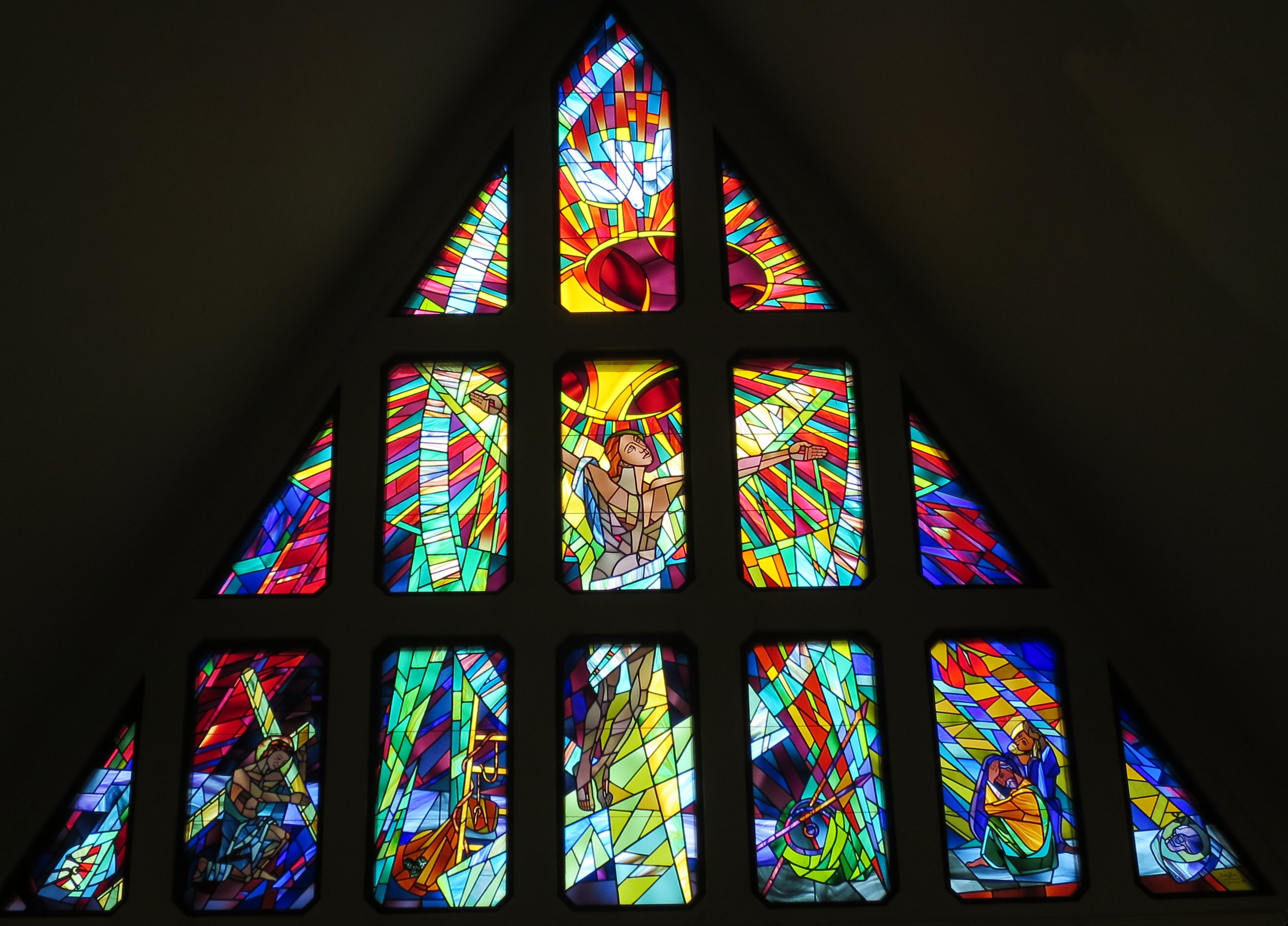
Glasmålning av Jardar Lunde i Hammerfests kyrka

Jardar Lunde, född 21 november 1909 i Steinkjer i Norge, död 18 september 1990, var en norsk målare och grafiker.
Jardar Lunde var son till Anna Jørgine Hegge och Anton Heggelund och växte upp i Lundenes i Trondenes vid Harstad i Nord-Norge. Efter några år till sjöss började han 1931 på en styrmansutbildning, men bytte till en konstnärlig inriktning. Han utbildade sig samma år på Carl von Hannos målarskola, 1931–1932 på Statens håndverks- og kunstindustriskole i Oslo för Eivind Nielsen och Olaf Willums samt på Statens kunstakademi i Oslo. På Konstakademien studerade han för Axel Revold och Jean Heiberg 1932–35 samt för Georg Jacobsen 1938–1940.
Axel Revold inspirerade till hans kantiga stil, som i sin tur var inspirerad av naturen i Nord-Norge. Lunde skapade fylkesvapnet för Troms och stadsvapnet för Harstad. 
Han fick Petter Dass-medaljen 1950.
Han var gift med textilkonstnären Dagmar Helene Toften.

## Offentliga verk i urval
- Fresk i vestibulen i Gjøviks nya rådhus 1952, 7,5 meter x 2,5 meter
- Fondmålning i formannskapssalen i Harstads nya rådhus, 1953
- Fönster i blåst glas till trappuppgången i Harstads nya rådhus, 1953
- Relief i Tromsøs telegrafbyggnad, 1957
- Glasmålningar i Torshovs kyrka i Oslo, 1964
- Glasmålningar i Harstads kyrka
- Glasmålning i Hammerfests kyrka
- Glasmålning i Båtsfjords kyrka